# Города красной ночи
«Города красной ночи» (англ. Cities of the Red Night) — роман писателя бит-поколения Уильяма Берроуза. Это произведение открывает последнюю трилогию Берроуза, в которую также вошли романы «Пространство мёртвых дорог» и «Западные земли», и стало первой его крупной работой с момента выхода «Порта святых» примерно десятью годами ранее.
Упоминающиеся в тексте «Города красной ночи», давшие роману название — это шесть вымышленных городов, Tamaghis, Ba’dan, Yass-Waddah, Waghdas, Naufana и Ghadis. В описании этих городов содержится множество аллюзий к реальным городам в США, Мексике и Марокко, которые посещал Берроуз. При описании этих городов Берроуз упоминает о неком циркулирующем в них страшном вирусе, который уничтожает человека и каким-то образом связан с сексом; логично подумать, что он является аллюзией на СПИД, однако книга была опубликована ещё до того, как был выявлен первый случай заболевания СПИДом.